# گیاه‌پارچ × میوه‌مو
گیاه‌پارچ × میوه‌مو (نام علمی: Nepenthes × trichocarpa)، یک گونه دورگه طبیعی از سرده گیاه‌پارچ‌ها است.